# Représentation permanente de la France auprès du Conseil de l'Europe
Ne doit pas être confondu avec Représentation permanente de la France auprès de l'Union européenne.
La représentation permanente de la France auprès du Conseil de l'Europe est la représentation diplomatique de la République française auprès du Conseil de l'Europe. À ce titre, elle dépend du ministère des Affaires étrangères. Elle est dirigée depuis le 1er août 2023 par Pap Ndiaye, ambassadeur, représentant permanent de la France auprès du Conseil de l'Europe.

## Localisation

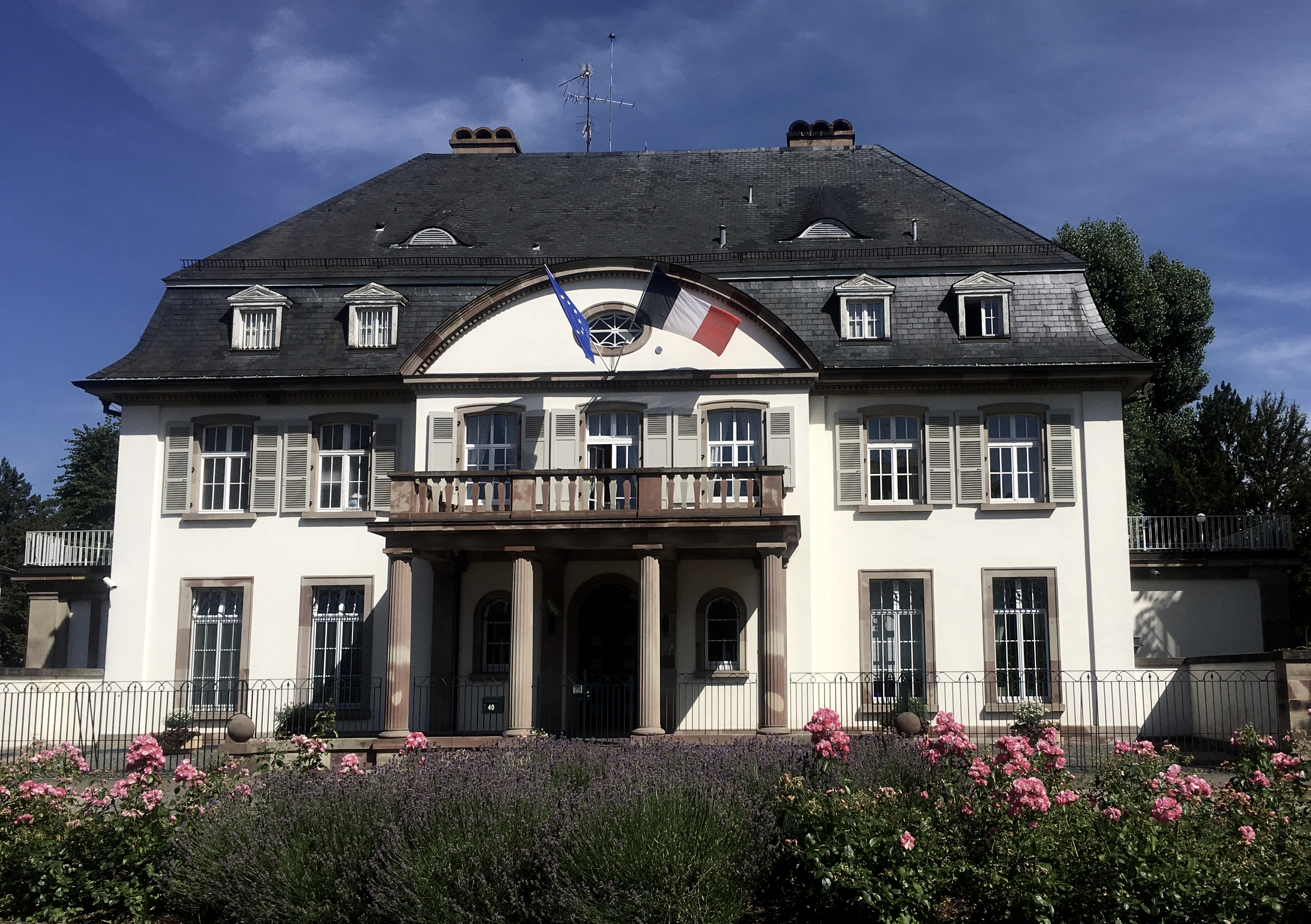
Villa Oppenheimer.

La représentation permanente de la France auprès du Conseil de l'Europe est située à Strasbourg. Elle siège dans la villa Oppenheimer au 40 rue de Verdun, au cœur de l'Orangerie, quartier accueillant à la fois le Palais de l'Europe et la plupart des missions diplomatiques et consulaires. Outre la rue de Verdun, elle est encadrée par l'allée Richard-Wagner et les rues Franz-Liszt et Brahms.

## Rôle et fonctionnement
La représentation permanente assure l'interface entre les autorités françaises et le Conseil de l'Europe. Au Comité des ministres, la délégation française s'exprime au nom de la France, défend ses positions lors de négociations et veille à la mise en œuvre des engagements pris par les États membres. La représentante permanente et le(s) représentant(s) permanent(s) adjoint(s) siègent chaque mercredi au Comité des ministres, l'organe décisionnel du Conseil de l'Europe. L'équipe de la représentation permanente participe aux réunions préparatoires ainsi qu'aux sept groupes de travail appelés « groupes de rapporteurs ».
La délégation entretient avec le Secrétariat général de l'organisation des relations de travail quotidiennes et à tous les niveaux. Elle dialogue avec l'ensemble des acteurs investis dans les activités du Conseil, parmi lesquelles les 46 autres États membres ou encore la société civile.
La délégation entretient également des relations étroites avec les parlementaires français siégeant à l'Assemblée parlementaire du Conseil de l'Europe (APCE) ainsi qu'avec les élu(e)s des villes et des régions françaises, membres du Congrès des pouvoirs locaux et régionaux (CPLRE). Elle contribue à l'animation de la coordination interministérielle en maintenant des contacts avec tous les experts français participant aux travaux de l'organisation au niveau technique, et en les informant des enjeux sur les dossiers en cours. Elle joue également un rôle moteur en proposant des pistes en vue de l'élaboration des positions françaises.
Si la représentation participe à la surveillance de l'exécution des arrêts de la Cour européenne des droits de l'homme, elle ne traite pas directement du contentieux concernant la France devant la Cour, celui-ci étant directement suivi par le ministère des Affaires étrangères à Paris.

## La France et le Conseil de l'Europe
La France est l'un des pays fondateurs du Conseil de l'Europe. Elle accueille son siège à Strasbourg, où il a été institué le 5 mai 1949 par la signature du Traité de Londres. La représentation permanente veille au quotidien à promouvoir l'usage du français, l'une des deux langues officielles de l'organisation. 
La France a signé et ratifié plus d'une centaine de traités du Conseil de l'Europe. Elle a accepté le droit de recours individuel devant la Cour européenne des droits de l'homme en 1981 ainsi que la procédure de réclamations collectives devant le Comité européen des droits sociaux en 1999. 
La France est le premier des quatre « grands contributeurs » au Conseil de l'Europe, avec près de 55 millions d'euros de contribution annuelle. La France figure au 8e rang des contributeurs volontaires de l'organisation.

## Villa Oppenheimer
En 1966, la représentation permanente de la France s'installe dans ses locaux actuels, au 40 rue de Verdun, dans la villa Oppenheimer. Elle a été construite par l'architecte Bruno Paul à partir de 1912, et porte le nom de son commanditaire Julius Oppenheimer, un industriel allemand. Elle jouit d'un terrain de 8 000 m2 et elle approche les 1 600 m2 de surface intérieure.
À l'époque de sa construction, elle se trouve sur un territoire contrôlé par l'Allemagne, l'Alsace-Moselle, annexée lors de la guerre de 1870. À l'issue de la Première Guerre mondiale, en 1919, le traité de Versailles rétrocède l'Alsace-Moselle à la France, et les propriétaires de cette résidence en sont expulsés le 17 mars 1920. L'office de vérification et de compensation pour l'Alsace et la Lorraine s'y installe alors. Avec l'invasion allemande lors de la Seconde Guerre mondiale, c'est désormais l'organisation Todt, une organisation de génie civil et militaire nazie, qui occupe le 40 rue de Verdun. Après la libération, le bâtiment est brièvement réquisitionné par l'armée américaine avant d'accueillir le Service des biens et intérêts privés (SBIP).
La villa Oppenheimer accueille aujourd'hui de nombreuses œuvres déposées par le Fonds national d'art contemporain (FNAC), qu'il s'agisse de peintures ou de sculptures, accessibles au public via le site web de la représentation permanente.

## Liste des représentants permanents de la France auprès du Conseil de l'Europe

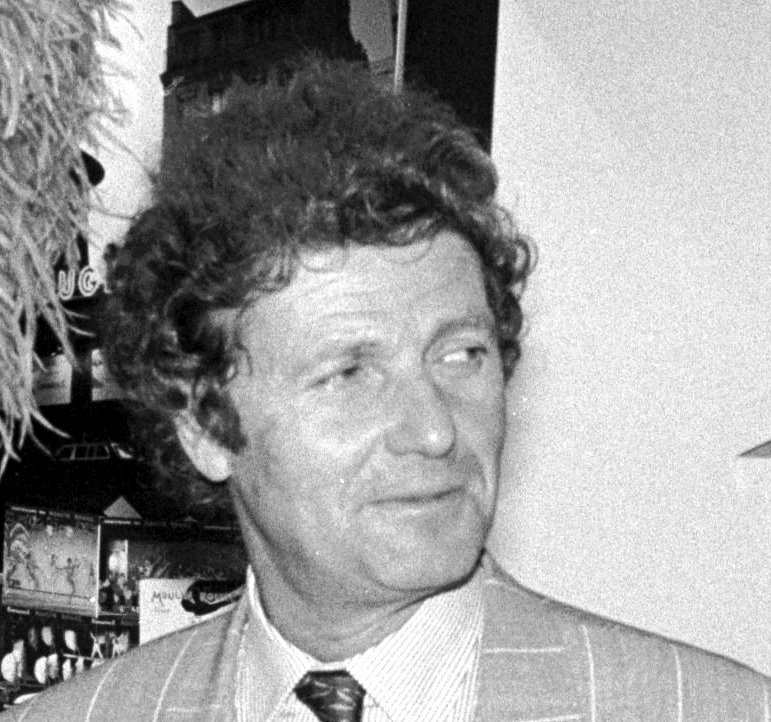
Olivier Stirn, ici photographié en 1989, a été représentant permanent de la France auprès du Conseil de l'Europe entre 1991 et 1993.

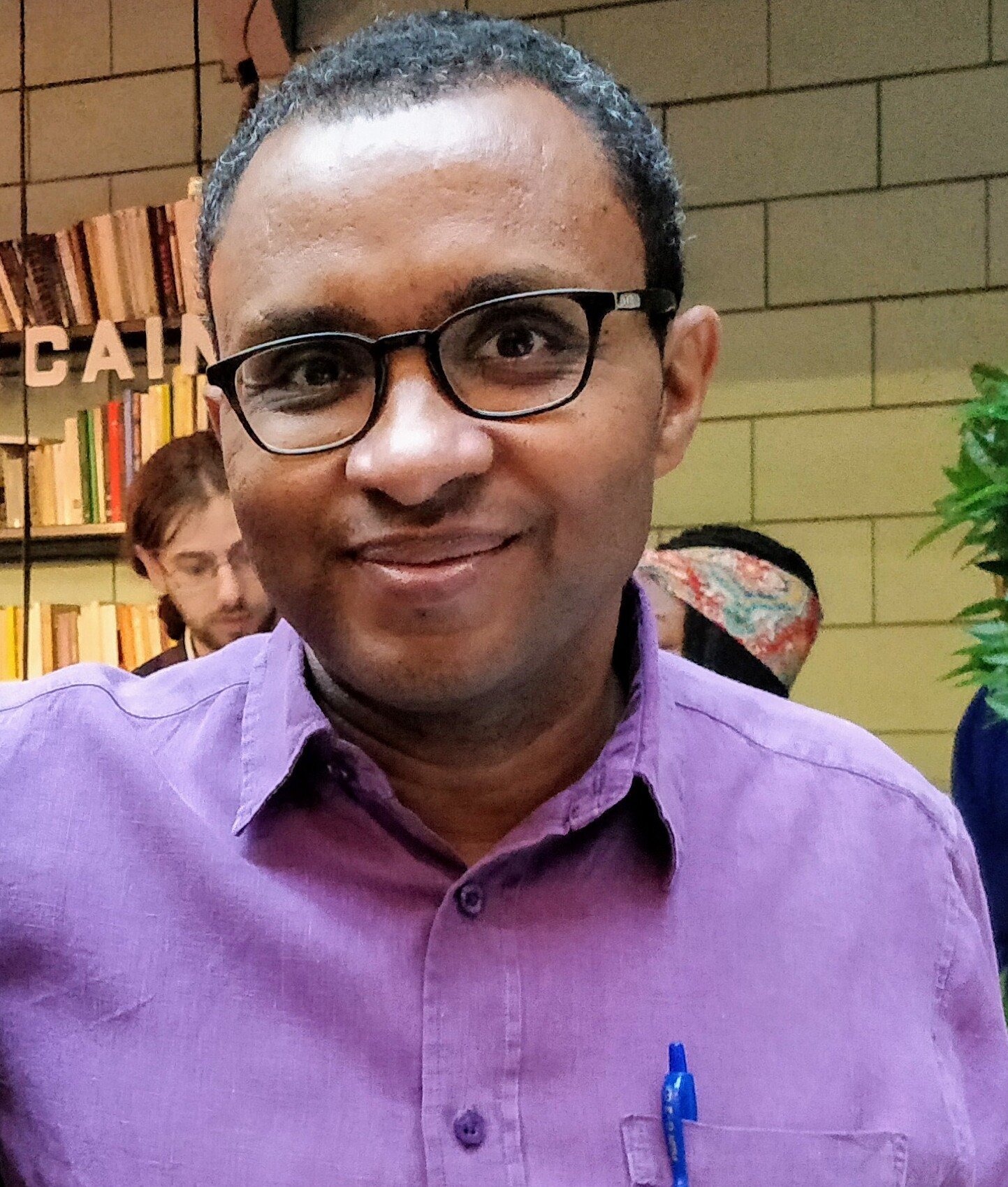
Pap Ndiaye, ici photographié en 2018, est le représentant permanent de la France auprès du Conseil de l'Europe depuis le 1er août 2023.

Les représentants permanents de la France auprès du Conseil de l'Europe ont été successivement, :
| Ambassadeur                  | Arrêté ou décret de nomination | Arrêté ou décret de nomination |
| ---------------------------- | ------------------------------ | ------------------------------ |
| Géraud Jouve                 | 3 janvier 1952                 | [ a ]                          |
| Jacques Lecompte-Boinet      | 16 septembre 1955              | [ b ]                          |
| Charles-Henri Bonfils        | 14 septembre 1961              | [ c ]                          |
| Michel de Camaret            | 1968                           |                                |
| Albert Féquant               | 14 mars 1972                   | [ d ]                          |
| Jean Cazeneuve               | 26 juillet 1978                | [ e ]                          |
| René Doise                   | 13 mai 1980                    | [ f ]                          |
| Henri Ourmet                 | 13 février 1985                | [ g ]                          |
| Jacques Huyghues des Étages  | 29 janvier 1986                | [ h ]                          |
| Pierre de Boisdeffre         | 8 août 1988                    | [ i ]                          |
| Olivier Stirn                | 16 septembre 1991              | [ j ]                          |
| Michel Lennuyeux-Comnène (d) | 23 février 1993                | [ k ]                          |
| Jacques Warin (d)            | 6 mai 1997                     | [ l ]                          |
| Gilles Chouraqui (d)         | 12 février 2002                | [ m ]                          |
| Bruno Gain                   | 22 décembre 2005               | [ n ]                          |
| Paul Dahan (d)               | 3 juillet 2009                 | [ o ]                          |
| Laurent Dominati             | 30 septembre 2010              | [ p ]                          |
| Jocelyne Caballero (d)       | 4 juillet 2013                 | [ q ]                          |
| Jean-Baptiste Mattéi (d)     | 16 juin 2016                   | [ r ]                          |
| Marie Fontanel (d)           | 29 juillet 2020                | [ s ]                          |
| Pap Ndiaye                   | 26 juillet 2023                | [ t ]                          |